# Bistum Kalibo
Das Bistum Kalibo (lat.: Dioecesis Kalibensis) ist eine auf den Philippinen gelegene römisch-katholische Diözese mit Sitz in Kalibo. Es umfasst die Provinz Aklan.

## Geschichte
Papst Paul VI. gründete es am 17. Januar 1976 aus Gebietsabtretungen des Bistums Capiz, das gleichzeitig in den Rang eines Metropolitanerzbistums erhoben wurde, dem es auch als Suffragandiözese unterstellt wurde.

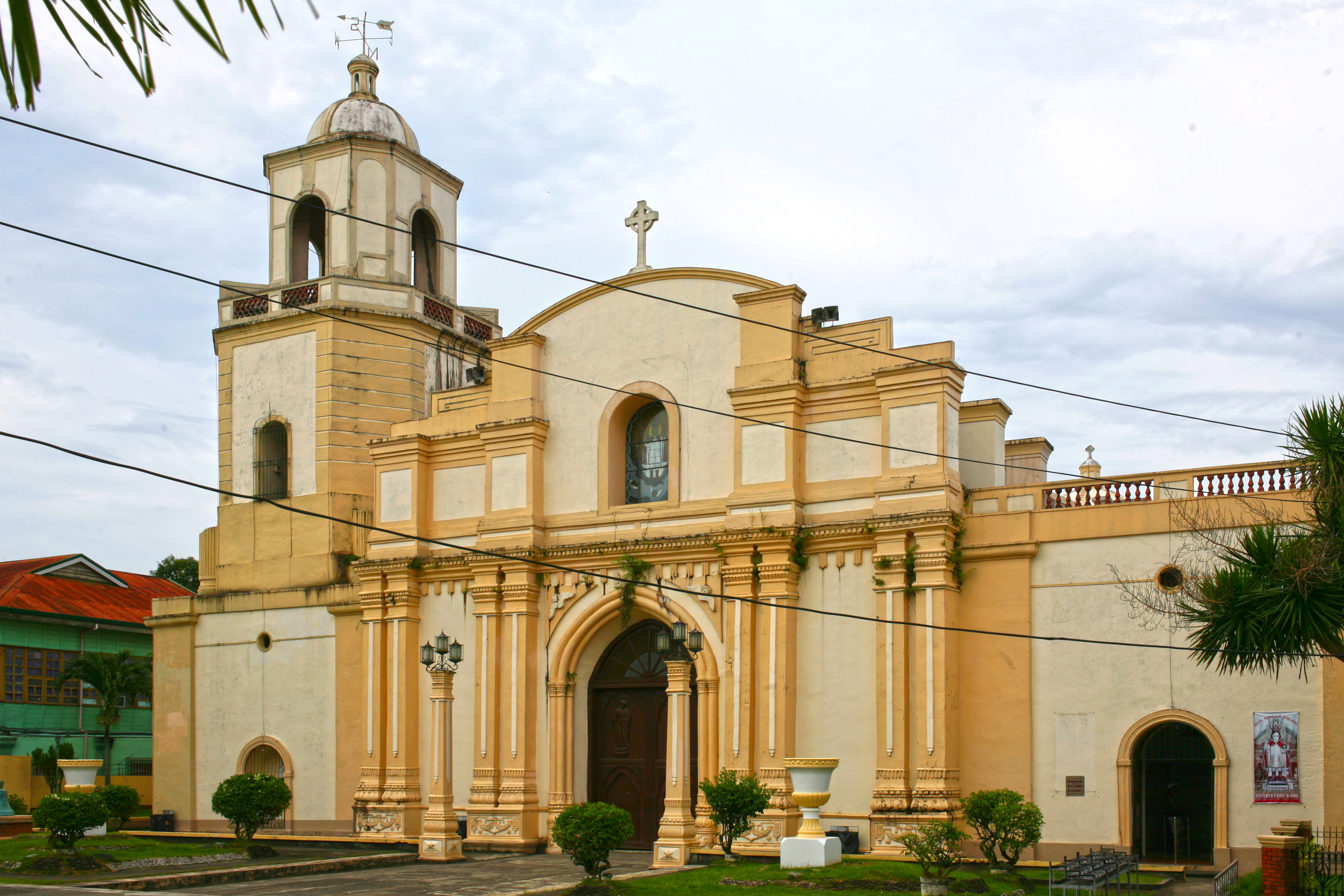
Die Kathedrale in Kalibo

## Bischöfe von Kalibo
- Juan Nicolasora Nilmar (3. Juni 1976–21. November 1992)
- Gabriel Villaruz Reyes (21. November 1992–7. Dezember 2002, dann Bischof von Antipolo)
- Jose Romeo Orquejo Lazo (15. November 2003–21. Juli 2009, dann Bischof von San Jose de Antique)
- Jose Corazon Tumbagahan Tala-oc, seit 2011

## Statistik
| Jahr | Bevölkerung | Bevölkerung | Bevölkerung | Priester     | Priester         | Priester       | Priester               | Ständige Diakone | Ordensleute  | Ordensleute      | Pfarreien |
| Jahr | Katholiken  | Einwohner   | %           | Gesamtanzahl | Diözesanpriester | Ordenspriester | Katholiken je Priester | Ständige Diakone | Ordensbrüder | Ordensschwestern | Pfarreien |
| ---- | ----------- | ----------- | ----------- | ------------ | ---------------- | -------------- | ---------------------- | ---------------- | ------------ | ---------------- | --------- |
| 1980 | 307.687     | 327.340     | 94,0        | 31           | 31               |                | 9.925                  |                  |              | 11               | 20        |
| 1990 | 351.809     | 402.337     | 87,4        | 37           | 36               | 1              | 9.508                  |                  | 2            | 43               | 21        |
| 2000 | 398.579     | 458.782     | 86,9        | 45           | 44               | 1              | 8.857                  |                  | 1            | 57               | 22        |
| 2006 | 454.903     | 513.951     | 88,5        | 59           | 58               | 1              | 7.710                  |                  | 4            | 52               | 24        |
| 2021 | 663.180     | 888.000     | 74,7        | 76           | 75               | 1              | 8.726                  |                  | 5            | 49               | 24        |